# Nattjärnen (Grangärde socken, Dalarna)
Nattjärnen är en sjö i Ludvika kommun i Dalarna och ingår i Norrströms huvudavrinningsområde.